# Roger Bannister
Roger Gilbert Bannister, CBE (Harrow, Londres, 23 de març de 1929 - Oxford, 3 de març de 2018) va ser un atleta mig-fondista i neuròleg britànic. Va ser el primer home en la història capaç de recórrer una milla (1609 metres) en menys de 4 minuts. Després de la seva carrera esportiva va començar a treballar com a neuròleg, arribant a ser el master (rector) del Pembroke College d'Oxford abans de retirar-se el 2001.

## Biografia
Bannister era fill d'una família adinerada, i es va educar en algunes de les millors escoles d'Anglaterra. Va compaginar l'atletisme amb els seus estudis de medicina a la Universitat d'Oxford.
El 1950 va aconseguir una medalla de bronze en els 800 metres dels Campionats d'Europa disputats a Brussel·les. Dos anys més tard va participar en els Jocs Olímpics de Hèlsinki 1952, on va estar prop d'aconseguir una medalla, finalitzant 4t en els 1500 metres amb una marca de 3.46,0.
La seva gesta més important i per la qual és més conegut la va realitzar el 6 de maig de 1954 en el transcurs d'una trobada atlètica que va tenir lloc a les pistes d'Iffley Road a Oxford davant 3.000 espectadors. Bannister va aconseguir la victòria en la milla amb un temps de 3.59,4 sent el primer home en la història a baixar dels 4 minuts.
La carrera va ser tot un esdeveniment a Anglaterra i va ser retransmesa per la cadena de ràdio de la BBC. El comentarista era l'antic campió olímpic dels 100 metres Harold Abrahams.
La gesta de Bannister va passar a ser coneguda com la milla miracle, ja que alguns dubtaven que fos possible cobrir aquesta distància en menys de 4 minuts. No obstant, això formava part del mite que envoltava a aquesta prova, propagat pels periodistes i comentaristes esportius, i es devia més al fet de ser un nombre rodó que a una anàlisi tècnica detallada. De fet la nova marca només millorava en 2 segons el rècord mundial anterior que estava en poder del suec Gunder Hägg des de feia nou anys.
Només 46 dies després, el 21 de juny, el rècord de Bannister va ser batut a Turku, Finlàndia, per l'australià John Landy, que va córrer la distància en 3.58,0.
Arran d'això es va generar una gran expectació per veure un enfrontament directe entre aquests dos atletes en una mateixa carrera. Aquesta va tenir lloc el 7 d'agost d'aquell mateix any als Jocs de la Commonwealth celebrats a Vancouver. Era la primera vegada que Bannister i Landy competien junts. Landy va dominar durant la major part de la prova arribant fins i tot a cobrar un petit avantatge a la tercera volta. Però el final de Bannister era més poderós i va acabar guanyant amb un temps de 3.58,8 pels 3.59,6 de Landy, que va ser segon.
Aquesta carrera va ser un gran esdeveniment seguit àmpliament pels mitjans de comunicació a tot el món, i els britànics ho van celebrar com un gran èxit nacional. El 1967 l'escultor canadenc Jack Harman realitzaria una escultura en bronze en la qual apareixen els dos atletes corrent, i que va adornar per molts anys l'entrada de l'estadi de Vancouver. Quan l'estadi va ser demolit, l'estàtua es va traslladar a un altre lloc.
Poques setmanes després de la seva victòria sobre Landy, Bannister va guanyar la medalla d'or dels 1.500 metres en els Campionats d'Europa disputats a Berna amb una marca de 3.43,8.
Després d'aquest any Bannister es va retirar de l'atletisme per concentrar-se en la seva professió, i arribaria a ser un distingit neuròleg.

## Carrera mèdica
Després de retirar-se de l'atletisme el 1954, Bannister va passar els següents quaranta anys practicant la medicina en el camp de la neurologia. El març de 1957, es va incorporar al Royal Army Medical Corps a Crookham, on va començar els seus dos anys de servei nacional, amb el grau de tinent.
La seva principal contribució a la medicina acadèmica va ser en el camp de la insuficiència autònoma, una àrea de la neurologia centrada en malalties caracteritzades per la pèrdua de determinades respostes automàtiques del sistema nerviós (per exemple, augment de la freqüència cardíaca en posar-se dret). Finalment, va publicar més de vuitanta articles, principalment relacionats amb el sistema nerviós autònom, la fisiologia cardiovascular i l'atròfia del sistema múltiple. Va editar Autonomic Failure: A Textbook of Clinical Disorders of the Autonomic Nervous System amb CJ Mathias, un col·lega de St Mary's, així com cinc edicions de Brain and Bannister's Clinical Neurology.
Bannister sempre va dir que estava més orgullós de la seva contribució a la medicina que de la seva carrera de corredor. El 2014, Bannister va dir en una entrevista: «Preferiria ser recordat pel meu treball en neurologia que per la meva carrera. Si m'oferís l'oportunitat de fer un gran avenç en l'estudi del sistema nerviós autònom, ho agafaria».

## Vida personal

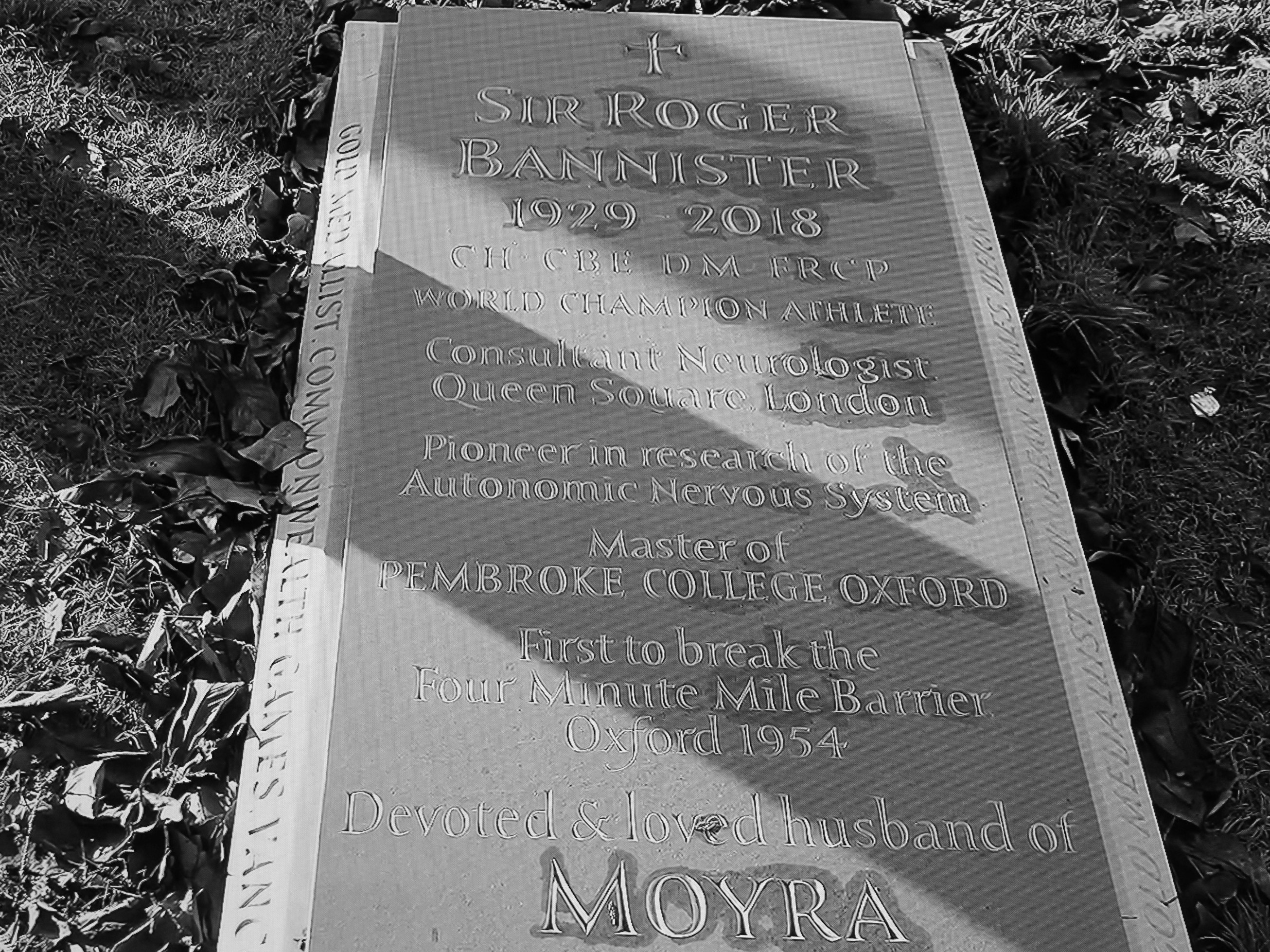
La tomba de Roger Bannister, cementiri de Wolvercote

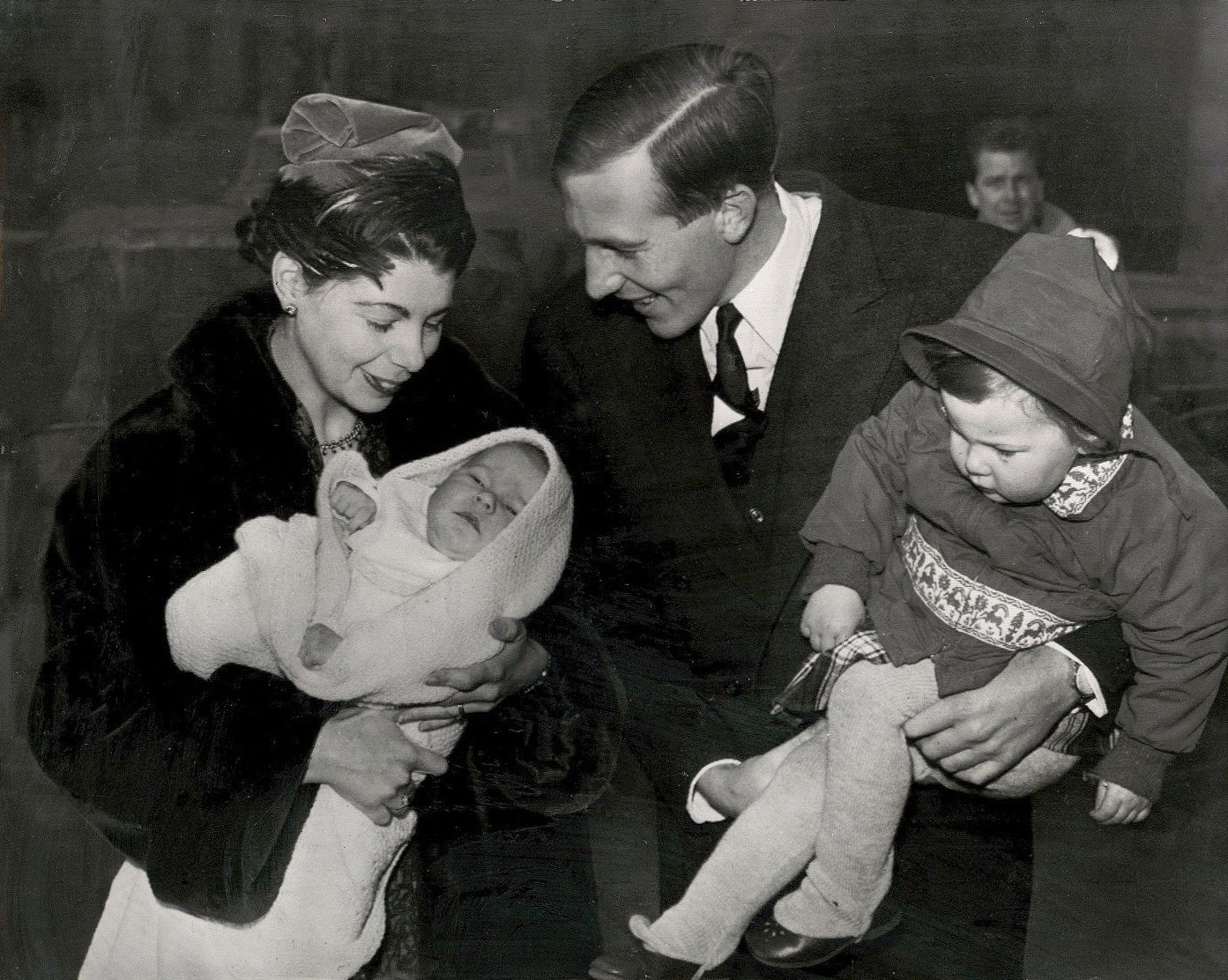
Bannister amb la dona Moyra, el fill Clive i la filla Carol el 1959

El 1955, Bannister es va casar amb l'artista sueca Moyra Elver Jacobsson a Basilea, Suïssa. Moyra Jacobsson-Bannister era filla de l'economista suec Per Jacobsson, que va exercir com a director gerent del Fons Monetari Internacional.
Van tenir quatre fills: Carol EE Bannister (n. 1957); Clive CR Bannister (n. 1959), executiu del sector assegurador; Thurstan RR Bannister (n. juliol de 1960), director d'empresa a Nova York; i Charlotte BM Bannister (n. 1963), ara Charlotte Bannister-Parker, sacerdot associat a l’Església de la Universitat de Santa Maria la Verge a Oxford.
El 2011, a Bannister se li va diagnosticar la malaltia de Parkinson. Va morir de pneumònia a l'Hospital John Radcliffe d'Oxford el 3 de març de 2018, a l'edat de 88 anys, 20 dies abans del seu 89è aniversari. Està enterrat al cementiri de Wolvercote, prop d'Oxford. La seva vídua, Lady Moyra Bannister, va morir a Oxford el 4 de novembre de 2022, a l'edat de 94 anys.

## Llegat
En el 50è aniversari de córrer la milla en menys de quatre minuts, Bannister va ser entrevistat pel corresponsal d'esports de la BBC Rob Bonnet. Al final de l'entrevista, se li va preguntar a Bannister si considerava la milla de menys de 4 minuts com l'èxit més important de la seva vida. Bannister va respondre que, en canvi, considerava més significatius els seus quaranta anys posteriors de practicar la medicina i alguns dels nous procediments que va introduir. També va dir que, pel que fa als assoliments esportius, va sentir que les seves actuacions als Jocs Olímpics de 1952 i als Jocs de la Commonwealth de 1954 eren més importants que córrer la milla de menys de 4 minuts.
Irònicament, tot i que Roger Bannister és possiblement el rècord més famós de la milla, també és l'home que va mantenir el rècord durant el període més curt, almenys des que la IAAF va començar a ratificar els rècords.

### Mitjans de comunicació
Pels seus esforços, Bannister també va ser el destinatari inaugural del premi Sports Illustrated esportista de l'any de 1954 (atorgat el gener de 1955) i és un dels pocs no nord-americans reconeguts per la revista publicada als Estats Units com a tal. També va ser el primer president del Consell Anglès d'Esports, i la reina d'Anglaterra el nomenà cavaller el 1975 com a reconeixement pels seus serveis.
En una enquesta del Regne Unit realitzada per Channel 4 l'any 2002, el públic britànic va votar la històrica milla de menys de 4 minuts de Bannister com a número 13 a la llista dels 100 millors moments esportius.
Bannister és el tema de la pel·lícula d'ESPN Four Minuts (2005). Aquesta pel·lícula és una dramatització, les seves principals allunyades del registre dels fets són la creació d'un personatge de ficció com l'entrenador de Bannister, que en realitat era Franz Stampfl, un austríac, i, en segon lloc, la seva trobada amb la seva dona, Moyra Jacobsson, a principis dels anys cinquanta, quan de fet es van conèixer Londres només uns mesos abans que tingués lloc la pròpia Milla del Miracle. Bannister va ser interpretat per Jamie Maclachlan.
Bannister: Everest on the Track, The Roger Bannister Story és un documental de televisió del 2016 sobre la seva infància i joventut a la Segona Guerra Mundial i la Gran Bretanya de postguerra i la ruptura de la barrera de la milla de 4 minuts, amb entrevistes de participants i testimonis de la cursa de 1954, i més tard. corredors inspirats en Bannister i els seus èxits, inclòs Phil Knight, que diu que Roger Bannister el va inspirar per començar Nike.
A la minisèrie de televisió de 1988 The Four Minute Mile, protagonitzada per Michael York, sobre la rivalitat entre Bannister, John Landy i Wes Santee per ser el primer a superar la marca de la milla de 4 minuts, Bannister va ser interpretat per l'actor Richard Huw.

### Llocs
El 1996, el Pembroke College de la Universitat d'Oxford (on Bannister va ser mestre durant vuit anys) va nomenar un edifici en honor als seus èxits. L'edifici Bannister, una casa adossada del segle xviii a Brewer Street, es va convertir per oferir allotjament als estudiants de postgrau. Després de reformes exhaustives durant els anys 2011 i 2012, va passar a formar part del complex d'edificis que envoltava el Quad Rokos i després es va utilitzar per a allotjaments de grau.
El març de 2004 la St Mary's Hospital Medical School va batejar una sala de conferències amb el nom de Bannister; s'hi mostra el cronòmetre que es va utilitzar per cronometrar la cursa, aturat a les 3:59. Bannister també va donar el seu nom al trofeu lliurat a l'equip guanyador en el partit anual d'atletisme universitari entre l'Imperial College School of Medicine i l'Imperial College London, així com el guardó lliurat al doctor graduat de l'Imperial College School of Medicine que més ha aconseguit. a la comunitat esportiva. Bannister també va comprar la copa (que porta el seu nom) atorgada a l'equip guanyador del Campionat anual de Cross-Country de l'United Hospitals, organitzat per les Universitats de Londres i els Colleges Athletics. El campionat és disputat per les cinc escoles de medicina de Londres i el Royal Veterinary College.
El 2012, Bannister va portar la flama olímpica al lloc de la seva memorable gesta, a l’estadi de pista de la Universitat d'Oxford que ara porta el seu nom.

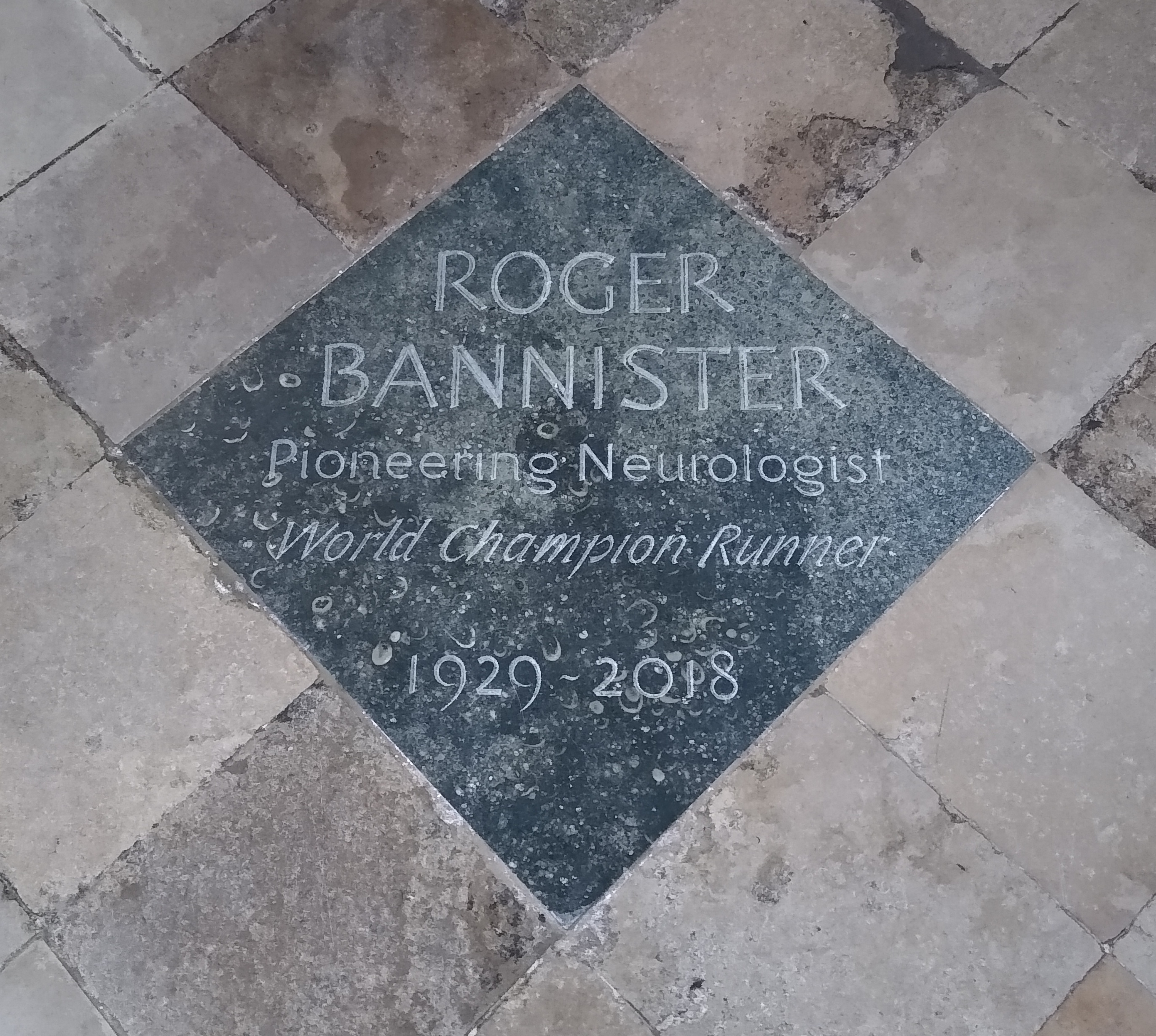
Pedra commemorativa a l'abadia de Westminster

El 28 de setembre de 2021 es va inaugurar una pedra commemorativa en honor a Sir Roger, neuròleg pioner, corredor campió del món, a l'Abadia de Westminster, a la zona coneguda com a racó dels científics.

### Memorabilia
El 50è aniversari de l'assoliment de Bannister va ser marcat per una moneda britànica commemorativa de 50 penics. El revers de la moneda mostra les cames d'un corredor i un cronòmetre (aturat a les 3:59,4). N'hi havia 9.032.500 encunyats. La moneda es va tornar a encunyar per a conjunts de col·leccionisme el 2019 com a part dels 50 anys de la moneda de 50 penics de la Royal Mint, juntament amb altres dissenys.
A la galeria del menjador del Pembroke College hi ha un gabinet que conté més de 80 exposicions que cobreixen la carrera esportiva de Bannister i inclouen alguns aspectes acadèmics més destacats.

### Curses d'aniversari
El 6 de maig de 2024, exactament setanta anys després de la milla de menys de quatre minuts de Bannister, centenars de corredors es van reunir a Oxford per córrer una milla en honor de Bannister. L'esdeveniment va fer que milers de persones correguessin una milla comunitària i diverses curses per a corredors d'elit a la pista d'Iffley. A la milla d'elit, quatre atletes van trencar la barrera dels quatre minuts, amb l'italià Ossama Meslek marcant la milla més ràpida, a 3:56.15.
Aquesta és la segona vegada que Iffley Track va acullir un esdeveniment d'aniversari per l'èxit de Bannister, l'anterior va ser el 2004.
Hi van assistir milers de jubilats, com Steve Cram, Hixam el Guerrouj, Filbert Bayi, Noureddine Morceli i Eamonn Coghlan, tots els quals han tingut el rècord mundial de milles al seu nom. Bayi va córrer 3:51.0 el maig de 1975, mantenint el rècord mundial de milles durant tres mesos fins a l'agost de 1975, quan John Walker de Nova Zelanda va córrer 3:49.4. Cram va córrer 3:46.32 el 1985, mantenint el rècord mundial de milles fins que Noureddine Morceli d'Algèria va córrer 3:44.39 el 1993. Finalment, el 7 de juliol de 1999, El Guerrouj va córrer 3:43.13, l'actual rècord mundial de milles fins avui, que és més de setze segons més ràpid que els 3:59.4 de Bannister. Tot i que no és un rècord a l'aire lliure, Coghlan va establir un rècord mundial de milles cobertes de 3:49,78 el 1983, que va ser millorat per El Guerrouj el 1997 que va córrer 3:48,45.

## Premis i honors
Bannister va rebre molts honors pels seus èxits en els esports i la medicina. Va ser nomenat cavaller en els Honors d'Any Nou de 1975, i nomenat Membre de l'Ordre dels Companys d'Honor (CH) en els Honors d'Any Nou de 2017 pels serveis a l'esport.
Bannister va ser membre honorari de l'Exeter College i del Merton College, on va estudiar a la Universitat d'Oxford; també va ser membre honorari del Harris Manchester College, Oxford. Va rebre títols honorífics (Doctor en Ciències) per la Universitat de Sheffield el 1978, i per la Universitat de Bath el 1984. També va rebre títols honoris causa de la Universitat de Pavia el 1986 i de la Universitat Brunel de Londres el 2008 (DUniv), així com un doctorat honoris causa per la Universitat d'Oxford Brookes el 2014. L'any 2000, Bannister va rebre el premi Golden Plate de l’American Academy of Achievement.
Bannister va ser nomenat Freeman Honorari del London Borough of Harrow el 4 de maig de 2004, i se li va concedir la Llibertat de la Ciutat d’Oxford el 2004.

## Publicacions seleccionades

### Autobiografia
- Bannister, Roger. The Four Minute Mile.  Dodd, Mead, 1955.

- Bannister, Roger. First Four Minuts.  Putnam, 1955.

- Bannister, Roger. Twin Tracks: The Autobiography.  Londres: The Robson Press, 2014. ISBN 978-1-84954-686-7.

### Acadèmics
- Bannister. Autonomic failure: a textbook of clinical disorders of the autonomic nervous system. 4th.  Oxford: Oxford University Press, 1999. ISBN 0192628518. OCLC 39982611.

- Bannister. Brain and Bannister's clinical neurology.. 7th.  Oxford: Oxford University Press, 1992. ISBN 9780192619136. OCLC 24318711.

## Altres mitjans
El 2014, va aparèixer com a convidat al programa Midweek de BBC Radio 4 amb Libby Purves, Kevin Warwick i Rachael Stirling.